# Düsseldorfer Künstler-Vereinigung 1899
Die Düsseldorfer Künstler-Vereinigung 1899, auch Künstlervereinigung der 99er oder Vereinigung von 1899, war eine 1899 gegründete Künstlervereinigung der Secession in Düsseldorf.

## Geschichte
Die Düsseldorfer Künstler-Vereinigung 1899 ging als Abspaltung aus der Freien Vereinigung Düsseldorfer Künstler hervor, die ihrerseits eine Secession des 1889 in Düsseldorf gegründeten Lucas-Clubs war. Nach Friedrich Schaarschmidt dürften die „wenig erfreulichen Ausstellungsverhältnisse“, die vor dem Bau des Kunstpalastes (1902) in Düsseldorf herrschten, den „eigentlichen Anstoß“ zu der „originellen, wenigstens für Düsseldorf eigenartigen Unternehmung“ gebildet haben. Die Künstler, die sich 1899 aus „verschiedenen Richtungen“ zusammenschlossen, strebten eine Ausstellungsform an, die die Möglichkeiten einer großen Ausstellung mit der Einrichtung von Separaträumen im Sinne einer Atelierausstellung kombinierte. Ihnen kam es darauf an, die Bilder eines Malers in einem „nicht übermäßig großen Raum“ zu präsentieren. Dabei sollten in „geschmackvoller Weise“ einige „stilvolle Möbel und Geräte, Teppiche, Blumen und dergleichen“ den „Charakter etwa einer vornehmen Privatgalerie“ vermitteln. Ziel der Künstlervereinigung war es auch, in kleineren Gruppen und ohne ein übergeordnetes Ausstellungsgremium auszustellen.

## Mitglieder (Auswahl)
- Otto Ackermann (1872–1953)
- Carl Becker (1862–1926), Gründungsmitglied
- Julius Hugo Bergmann (1861–1940), Gründungsmitglied
- Theodor Funck (1867–1919), Gründungsmitglied
- Wilhelm Hambüchen (1869–1939)
- Heinrich Heimes (1855–1933), Gründungsmitglied
- Max Hünten (1869–1936)
- Rudolf Huthsteiner (1855–1935)
- Gustav Marx (1855–1928)
- Claus Meyer (1856–1919), Gründungsmitglied
- Erich Nikutowski (1872–1921), Gründungsmitglied
- Hermann Emil Pohle (1863–1914)
- Josef Tüshaus (1851–1901)